# Cortinarius erythraeus
Cortinárius erythraéus (лат.) — гриб семейства паутинниковые (Cortinariaceae). Включён в подрод Myxacium рода Cortinarius.

## Таксономия
Обладает слизистым красно-оранжевым частным покрывалом, что позволяет отнести этот вид к секции Pyromyxae подрода Myxacium.
Следующее название является таксономическим синонимом C. erythraeus:
- Cortinarius ruber Cleland 1927

Название Cortinarius erythraeus также употреблялось по отношению к следующему виду:
- Cortinarius suberythraeus Carteret 2002, nom. nov.
  - [syn.  Cortinarius erythraeus Carteret 2001, nom. illeg.]

## Биологическое описание
- Шляпка обычно не превышает 5 см в диаметре, выпуклой формы, у молодых грибов с подвёрнутым, затем разгибающимся, волнистым краем, со слизистой поверхностью, окрашенной в кроваво-красные, красно-оранжевые или рыжие тона.
- Гименофор пластинчатый, пластинки со слабо выраженной выемкой, приросшие к ножке, довольно частые, жёлто-оливкового цвета.
- Ножка до 4 см высотой, около 1,3 см толщиной в верхней части, мясистая, с бульбовидным утолщением до 1,9 см в основании, слизистая, полая или выполненная. Верхняя часть ножки беловатая, со слабо заметными прожилками, нижняя окрашена под цвет шляпки Кортина слизистая, красного или красно-оранжевого цвета.
- Мякоть шляпки белого цвета, над ножкой толстая, ближе к краям более тонкая. Мякоть ножки красная.
- Споровый порошок ржаво-коричневого цвета. Споры 8—11×6—8,5 мкм, светло-коричневого цвета, эллиптической формы, со слегка бородавчатой поверхностью. Базидии четырёхспоровые, булавовидной формы, 23—51×8,5—13 мкм. Цистиды отсутствуют. Гифы с пряжками.
- Токсические свойства Cortinarius erythraeus не изучены.

## Экология и ареал
Произрастает обычно небольшими группами, реже одиночно или в больших количествах, с июня по июль, на земле. Образует микоризу с эвкалиптом.